# Fillmore (Califòrnia)
Fillmore és una població dels Estats Units a l'estat de Califòrnia. Segons el cens del 2000 tenia 13.649 habitants.

## Demografia
Segons el cens del 2000, Fillmore tenia 13.643 habitants, 3.762 habitatges, i 3.032 famílies. La densitat de població era de 1.894,8 habitants/km².
Dels 3.762 habitatges en un 45,8% hi vivien nens de menys de 18 anys, en un 62,3% hi vivien parelles casades, en un 12,8% dones solteres, i en un 19,4% no eren unitats familiars. En el 16,1% dels habitatges hi vivien persones soles el 9,1% de les quals corresponia a persones de 65 anys o més que vivien soles. El nombre mitjà de persones vivint en cada habitatge era de 3,56 i el nombre mitjà de persones que vivien en cada família era de 3,94.
Per edats la població es repartia de la següent manera: un 32,3% tenia menys de 18 anys, un 10,7% entre 18 i 24, un 29% entre 25 i 44, un 17,5% de 45 a 60 i un 10,4% 65 anys o més.
L'edat mediana era de 30 anys. Per cada 100 dones de 18 o més anys hi havia 102,4 homes.
La renda mediana per habitatge era de 45.510 $ i la renda mediana per família de 47.449 $. Els homes tenien una renda mediana de 34.441 $ mentre que les dones 24.660 $. La renda per capita de la població era de 15.010 $. Entorn de l'11,4% de les famílies i el 13,2% de la població estaven per davall del llindar de pobresa.

## Poblacions més properes
El següent diagrama mostra les poblacions més properes.